# Оймауит (Байганінський район)
Оймау́ит (каз. Оймауыт) — село складі Байганінського району Актюбінської області Казахстану. Адміністративний центр та єдиний населений пункт Жанажольського сільського округу.
Населення — 764 особи (2021; 723 у 2009, 1102 у 1999, 1510 у 1989).